# Kokinac
Kokinac is een plaats in de gemeente Bjelovar in de Kroatische provincie Bjelovar-Bilogora. De plaats telt 217 inwoners (2001).